# Prince William (película)
Prince William (Príncipe William en Hispanoamérica), es una película para televisión estadounidense de 2002. La película fue dirigida por Michael W. Watkins y producida por Fox Television Studios en asociación con Bonnie Raskin Productions, y está inspirada en la vida del Príncipe William, después de la muerte de su madre la Princesa Diana. Cuenta con las actuaciones de Jordan Frieda en el papel del príncipe William, Eddie Cooper como el príncipe Harry y Martin Turner como el príncipe Charles, la película se estrenó en 29 de septiembre de 2002 por ABC.

## Argumento
La película comienza el 31 de agosto de 1997, cuando William y Harry se despiertan en medio de la noche con el sentimiento de que algo malo ha sucedido. Su padre el príncipe Carlos entra en su cuarto, y les dice: "Me temo que algo terrible paso", y les informa de la muerte de Diana unas horas después del accidente automovilístico en París. 
La película sigue a William, quien ahora tiene 20 años y tenía 15 años cuando Diana murió, a través de su regreso a la escuela en Eton, y sus salidas nocturnas. William se queja con su padre de ser seguido por guardaespaldas y no "poder conseguir un besar decente". 
La película responde a la pregunta candente: "¿Cómo el posible heredero a la corona británica sale con chicas en un club?". Fácil, dice: "Hola, soy Leonardo DiCaprio". 
Pero Carlos (que en la película es un padre emocional y abierto) suavemente le explica a William que la prensa es un mal necesario. "Son personas que hacen su trabajo", "los reporteros y fotógrafos siempre van a ser parte de tu vida". "Cuanto más pronto lo aceptes, mejor". "¿No lo entiendes?", "les recuerdas a tu madre". 

## Elenco
- Jordan Frieda es Príncipe Guillermo.
- Martin Turner es Príncipe Carlos.
- Thomas Lockyer es Anthony Griffiths (Tony).
- Eddie Cooper es Príncipe Enrique.
- Thom Fell es James Clavier.
- Carolyn Pickles es Camilla Parker-Bowles.
- James Watson es Squiggy Clavell.
- Daphne Oxenford es Reina Madre.
- Rosemary Leach es Reina Isabel.
- Neil Grainger es Lawrence Philpott.
- Kelly Adams es Tara Palmer-Tomkinson.
- Philip Bowen es Asesor #1.
- Lucy Briers es Tiggy Legge-Bourke.
- Tony Brown es Papparazzi #1.
- Manus Carduff es Compañero de piso #4.
- Patrick Collier es Compañero de piso #2.
- Amy Creighton es Chica rubia en el Club.
- Julian Curry es Príncipe Felipe.
- Patrick Dawson es Examinador de Conducción.
- Stella Feehilly es Auxiliar de vuelo.
- Mick Fitzgerald es Paparazzi #2.
- Sean Flanagan es Compañero de piso #3.
- Scott Fredericks es Thomas Reading.
- Nicky Lilley es Princesa Diana.
- Eoin McCarthy es Detective #1.
- Ciaran O'Brien es Compañero de piso #1.
- Gerry O'Brien es Detective #2.
- Arthur Riordan es Asesor #2.
- Stephen Ryan es Chico en el Club.
- Britta Smith es Vieja.
- Eleanor Tremain es Laura Parker-Bowles.
- Peter Vollebregt es Lenny.
- Tom Walker es Tom Parker-Bowles.
- Fiona York es ama de llaves.

## Producción
El rodaje tuvo lugar en Irlanda, donde los castillos se confeccionaron para ser parecidos a las casas reales, como el Palacio de Buckingham y el Castillo de Balmoral.
Frances Roche, madre de Diana y responsable, por testamento, de velar por los intereses de sus nietos: Guillermo y Harry, no pudo conseguir, aunque lo intento incluso con la ayuda del príncipe Carlos, que se suspendiera el rodaje de la película.

## Críticas
El 23 de junio de 2002, el periódico británico The Mail on Sunday declaró que la película mostró una sucesión de escenas incluyendo el consumo de drogas, consumo de alcohol e inventó las tensiones familiares. En una escena, William irrumpe en la bodega del Palacio de Buckingham. En otra, William es lanzado a lo largo de una pared después de beber demasiado.
También dijo que una de las escenas mostró al príncipe Carlos y a Camilla Parker Bowles sorprendidos en el Palacio de Buckingham en un estado de desnudez. También alegó que la película incluye una escena de un desnudo de William en una ducha.
William se mostró también como manipulador. En una escena le pidió a su padre un coche, diciéndole : "Mamá me daría uno". En otra escena el periódico afirmó que Guillermo discutía con un guardaespaldas y este le dijo: "La muerte de tu mamá sólo va a comprar simpatía por ser una tonta por tanto tiempo".